# Eduard Gerhard
Friedrich Wilhelm Eduard Gerhard (29 de noviembre de 1795-12 de mayo de 1867) fue un arqueólogo alemán, experto en el arte de la Antigua Grecia y de la Antigua Roma. En 1843, fue nombrado catedrático de Arqueología en la Universidad de Berlín.

## Algunas publicaciones
- Wikisource contiene obras originales de o sobre Eduard Gerhard.

Gerhard contribuyó con Platner et al.'s Beschreibung der Stadt Rom (Descripción de la ciudad de Roma; v. I, 1829). Además de un gran número de trabajos arqueológicos en periódicos, en Annali del Instituto de Roma, y en  Transactions de la Academia de Berlín, y varios catálogos ilustrados de la Antigua Grecia, Antigua Roma y otras antigüedades de los Museos de Berlín, Nápoles y Vaticano.
- Rapporto intorno i vasi Volcenti (1831)

- Antike Bildwerke (Stuttgart, 1827-1844)

- Auserlesene griechische Vasenbilder (1839—1858)

- Griechische und etruskische Trinkschalen (1843)

- Etruskische und campanische Vasenbilder (1843)

- Etruskische Spiegel (4 v. 1843–68; 5º v. de Klugmann et al. 1897)

- Apulische Vasen (1846)

- Trinkschalen und Gefässe (1850)

- Hyperboreisch-römische Studien (v. i. 1833; v. ii. 1852)

- Prodromus mythologische Kunsterklärung (Stuttgart y Tübing, 1828)

- Griechische Mythologie (1854-1855)

- Gesammelte akademische Abhandlungen und kleine Schriften, publicado póstumamente (2 v. Berlín, 1867)